# 4598 Coradini
A 4598 Coradini (ideiglenes jelöléssel 1985 PG1) a Naprendszer kisbolygóövében található aszteroida. Edward L. G. Bowell fedezte fel 1985. augusztus 15-én.